# Împărăția apelor
Împărăția apelor este o colecție de povestiri pescărești scrise de Mihail Sadoveanu, care a fost publicată pentru prima oară în volum în anul 1928 de către Editura Cartea Românească din București. Unele ediții ulterioare ale colecției au fost completate cu câteva povestiri ce provin din volumul Priveliști dobrogene (1914).
Colecția de povestiri pescărești Împărăția apelor a fost rescrisă și politizată de Sadoveanu în perioada proletcultistă, rezultând un roman nou intitulat Nada Florilor (1950), în care personajul principal, băiatul Iliuță Dumitraș, este inițiat atât în tainele pescuitului, cât și în acelea ale mișcării socialiste. Acțiunea romanului se petrece în anul 1888 într-un falanster organizat în stufărișul unei bălți, unde se refugiaseră anterior mai mulți răzvrătiți împotriva ordinii sociale capitaliste. Romanul adaptează povestirile pescărești ideologiei realist-socialiste, vrând să evidențieze susținerea populară de care s-ar fi bucurat mișcarea revoluționară de sorginte comunistă la sfârșitul secolului al XIX-lea.

## Rezumat
Colecția de povestiri Împărăția apelor a fost scrisă în scopul de a evidenția frumusețea pescuitului și de a reaminti o serie de întâmplări adevărate trăite de Mihail Sadoveanu în expedițiile sale pescărești. Autorul îi contrazice pe cei care susțin că pescuitul cu undița este o îndeletnicire a țiganilor și derbedeilor și, deși recunoaște că există puțini orășeni serioși care o practică (precum Ioan Alexandru Brătescu-Voinești și Panait Istrati care se duc des la Snagov), consideră că este un mod mai plăcut și mai sănătos de petrecere a timpului liber decât plimbările în zilele fierbinți de vară pe Calea Victoriei sau pe strada Lăpușneanu ori partidele de șah sau de table desfășurate în atmosfera poluată de fum de țigară de la club. „Farmecul e în despărțirea desăvârșită de lume și în repaosul complect în care intri. Grijile, preocupările, supărările și durerile adorm. Te-ai apropiat de natura eternă, care te-a luat în stăpânirea ei și te ocrotește ca o mamă”, afirmă scriitorul.
După ce descrie unele pregătiri efectuate de pescari înainte de a pleca la pescuit, Sadoveanu rememorează începuturile uceniciei sale în această breaslă veche. El a deprins în copilărie patima pescuitului de la bunicul său, rotarul Gheorghe Ursachi din Verșeni, care l-a dus pentru prima dată la pescuit cu crâsnicul în bălțile umbrite de sălcii de pe malul Moldovei. Câțiva ani mai târziu, după mutarea familiei la Fălticeni, și-a confecționat instrumente de pescuit primitive și a început să pescuiască singur într-un stăvilar din iazurile de pe râul Șomuzul Mare.
Într-o dimineață de vară a fost condus de un băiat mai mare pe nume Culai la plavia (insula plutitoare) Nada Florilor, ascunsă în stufăriile din bălțile Șoldăneștilor, unde se adunau zilnic moș Hau (fanaragiul orașului), moș Spânu (un grec fugit de prigoana turcilor și pripășit aici cu zece ani în urmă) și lelea Ileana (cunoscătoare a buruienilor de leac și a descântecelor). Acolo a învățat tainele pescuitului, dar ucenicia sa a fost întreruptă odată cu începerea școlii, iar ostrovul de odinioară nu a mai fost regăsit peste ani.
Sadoveanu prezintă câteva expediții la pescuit: o partidă de pescuit cu undița în apropiere de podul de fier de pe râul Prut, în compania lui moș Pilescu (căpitan pensionar din Iași), prilej de contemplare a frumuseții naturii și de visare la prinderea „împăratului peștilor”; două vizite efectuate în anii 1923-1924 la conacul cuconului Costache Lăbușcă din Comana, continuate cu pescuirea de crapi cu năvodul în bălțile Prutului și terminate cu ospețe îmbelșugate; o întâmplare fantastică de fermecare a unui șarpe acvatic la care a asistat Ioan Alexandru Brătescu-Voinești (membru al Academiei Române, dar și un cunoscut pescar) cu prilejul unei expediții de pescuit pe lacul Snagov etc.
Autorul își manifestă disprețul față de pescarii care practică pescuitul doar cu scopul de a câștiga bani, folosind năvoadele sau alte mijloace de prindere a unei cantități mari de pește, și afirmă că acești așa-ziși pescari au trădat nobila breaslă pentru că nu se mai bazează pe vrednicia și agerimea ochiului și a brațului. De asemenea, el descrie intensificarea simțurilor trăită de oamenii aflați în comuniune cu natura precum fostul căpitan de cazaci Cricopol, retras în pustietățile Deltei de pe ostrovul Lipan.

## Structură
Împărăția apelor cuprindea în ediția originală din 1928 un număr de 17 capitole nenumerotate.
- Pescuitul cu undița
- Despre instrumente și despre norocul pescarilor
- Experiențe
- Pește de Moldova
- Tovarăși de pescuit
- Intrare în ostrov
- Pierde-vară
- Ploaie, la Nada Florilor
- Îndeletnicirile insularilor mei
- Pescuitul racilor și altele
- Știuca
- Viclenie
- Despre crapi
- Singurătăți
- Vrăjitorul de șerpi
- Un aliat
- Toaca

## Preocupările pescărești ale lui Sadoveanu
Mihail Sadoveanu a fost un pescar pasionat, deprinzând patima pescuitului cu undița de la bunicul său, rotarul Gheorghe Ursachi din Verșeni, sat aflat pe malul stâng al râului Moldova. Prima sa întâmplare pescărească și imaginea bunicului sunt evocate în povestirea „Pește de Moldova” din volumul Împărăția apelor. La vârsta de 13 ani, după ce familia sa se mutase în 1891 de la Pașcani la Fălticeni, el a pornit împreună cu un băiat mai mare pe nume Culai într-o expediție către bălțile Șoldăneștilor de pe râul Șomuzul Mare (în partea de est a orașului), descoperind un tărâm pitoresc cunoscut sub numele de Nada Florilor unde a fost instruit în meșteșugul pescuitului de către bătrânii Moș-Hau și Moș-Spânu.
Nada Florilor era o plavie (insuliță plutitoare (sau fixată la malul apei) formată din stuf, ierburi, rizomi, rădăcini de arbori etc. intrate în putrefacție și amestecate cu nămol) existentă în bălțile Șoldăneștilor la care se ajungea trecând prin apă, pe lângă o îngrămădire de stuf. Plavia nu mai există astăzi ca urmare a efectuării unor lucrări de regularizare a apelor din acea zonă; bălțile au fost desecate, iar iazurile au fost separate și îndiguite și fac parte din zona protejată (arie de protecție specială avifaunistică) Lacurile Fălticeni.
Referindu-se la vânătoare și pescuit, Mihail Sadoveanu le considera îndeletniciri primitive care întăreau relația simbiotică între om și natură: „Pasiunea vânatului și a pescuitului ne vine de departe și de demult - așa de departe și așa de demult încât, cugetând, simt un aspru fior. Vine dintr-o epocă obscură și eroică, când tot ce au astăzi oamenii era numai o intenție în ochii, în mintea și-n brațul primilor luptători”. Ulterior, oamenii s-au îndepărtat de natură și de acele îndeletniciri, dar instinctul străvechi a rămas în interiorul oamenilor.
Vânătoarea și pescuitul au devenit în zilele noastre sporturi capabile să relaxeze omul modern în zilele libere de la sfârșit de săptămână; aceste îndeletniciri sunt mult mai plăcute și mai sănătoase deoarece se desfășoară în mijlocul naturii, spre deosebire de plimbările mondene de pe străzile poluate ale orașelor sau de jocurile de societate realizate în atmosfera îmbâcsită de fum de țigară din cluburile orășenești. Într-o prefață intitulată „Despre această țară și despre vânat și pescuit” datată 1 octombrie 1936 și care făcea parte din volumul Istorisiri de vânătoare (Ed. Cugetarea, București, 1937), prozatorul scria astfel: „Fără îndoială că vânatul și pescuitul sunt cele mai vechi sporturi, cu observația că s-au născut sub presiunea necesității și n-au devenit divertisment decât cu timpul. Pescuitul primitivilor era agerime; vânatul - forță și rezistență. Omul de azi nu mai întrebuințează aceste însușiri ca să-și agonisească hrana. Cu pește de undiță și cu mămăligă de râșniță nu te îngrași, cum foarte potrivit observă dictonul popular. Pământul și animalele domestice răspund îndestulător nevoilor lui de harnă; munca se cheltuiește în alte direcții, în domenii diverse cu meșteșuguri nouă; vânatul și pescuitul au rămas o patimă, cum spun țăranii noștri”.

## Publicare

### Prima ediție și surse de inspirație
Mihail Sadoveanu a scris câteva povestiri pescărești în anii '20 ai secolului al XX-lea, pe care le-a adunat într-un volum intitulat Împărăția apelor și tipărit în 1928 de către Editura Cartea Românească din București.
„Vrăjitorul de șerpi”, una dintre povestirile din acest volum, descrie o întâmplare povestită prin anul 1927 de Ioan Alexandru Brătescu-Voinești într-o ședință a Academiei Române, la care a participat și Sadoveanu. Povestitorul ar fi mărturisit public că a asistat la fermecarea unui șarpe acvatic de către localnicul Nicolae Pescaru în timp ce se afla într-o luntre la pescuit pe lacul Snagov. Brătescu-Voinești a scris o povestire intitulată „Minunea” pe care a publicat-o în „Adevărul literar și artistic” (anul IX, nr. 377, 26 februarie 1928), iar apoi în volumul Firimituri (Editura Cartea Românească, București, 1929). Pornind de la aceeași întâmplare, Ion Pillat a scris poezia „Vrăjitorul de șerpi” pe care a publicat-o pentru prima dată în volumul Caetul verde (Editura Cartea Românească, București, 1932), cuprinzând versuri scrise în perioada 1928-1932. Această întâmplare l-ar fi inspirat pe Mircea Eliade în scrierea nuvelei „Șarpele” (1937).

### Ediții ulterioare
Unele ediții tipărite în anii '40 ai secolului al XX-lea au completat volumul Împărăția apelor cu alte patru povestiri („Pe Dunărea veche”, „Taine”, „Popas” și „Diavolul Bălții”) adăugate între capitolele „Singurătăți” și „Vrăjitorul de șerpi”. Toate cele patru povestiri adăugate ulterior proveneau din volumul Priveliști dobrogene (Institutul de Arte Grafice și Editură Minerva, București, 1914). O parte dintre povestiri („Pescuitul cu undița”, „Despre instrumentele și despre norocul pescarilor”) au fost incluse apoi, alături de alte povestiri cu subiect asemănător, în volumul Povestiri pentru vînători și pescari, publicat în 1956 de Editura de Stat pentru literatură și artă (ESPLA) din București.
Cartea a fost reeditată ulterior fie în varianta sa originală, fie în varianta adăugită.

## Teme principale
Temele principale ale acestui volum sunt descrierea naturii și trăirea de către oameni a unui sentiment de comuniune cu natura. Criticii literari au afirmat în mai multe rânduri că Sadoveanu ar fi cel mai strălucit poet al naturii din literatura română. Frumusețea naturii este zugrăvită de prozator în toate scrierile sale; fundamentul psihologic al apariției poeziei naturii este descris de autor în acest volum: „cât stau în baltă, lângă tovarășii mei, sunt fericit ca salcia ori ca papura, și pare că nu mă gândesc la nimic, dar știu că intră în mine, nesimțit, tot ce sună și tot ce se vede - ca soarele care lucrează în mâzga pământului și în ape”.
Împărăția apelor este, în opinia lui Alexandru Piru, „un pandant la Țara de dincolo de negură, memorialul unui pescar”, în care „Mihail Sadoveanu se interesează în primul rând de oameni, aceiași oameni pe care-i căutase și-i găsise și-n Țara de dincolo de negură”. Scriitorul are un sentiment al trecutului care coboară în timp până în vremurile primilor oameni când vânătoarea și pescuitul erau activități de bază ale existenței umane. Povestirile sale amestecă realitatea cu credința primitivă într-un mod sincer și melancolic, prezentând întâmplări ce par a proveni din alt veac. Vânătoarea și pescuitul reprezintă pentru autor ocazii de a călători în trecut și a se contopi în existența omului primordial. Traversând ca Dumitrașcu în ostrovul de la Nada Florilor, autorul simte că a pășit în urmă cu mii de ani: „Așa mi-am făcut intrarea în ostrov, mi-am aruncat undițile în balta adâncă, și m-am cinchit atent lângă ele, ca strămoșul cel de demult, care nu era mai îmbrăcat decât mine”.
Mihail Sadoveanu realizează în acest volum descrieri picturale ale naturii de o deosebită sensibilitate, transfigurând poetic atât imaginea naturii, cât și contactul între om și natură. Natura evocată nu este picturală și rece, ci vie, cu o vegetație ce foșnește din cauza vântului și ploii sau a strecurării unor animale speriate. Autorul realizează descrieri foarte variate, insistând pe amănunte ce scapă privirii unui observator superficial. Între natură și om există o interacțiune permanentă: natura este umanizată, dar însuflețește la rândul ei omul. Un exemplu în acest sens îl reprezintă descrierea antologică a ploii de la Nada Florilor din acest volum, un recital de un lirism solemn de infinite mișcări abia-simțite și de zgomote abia-auzite.
Prioritatea în Țara de dincolo de negură sau în Împărăția apelor nu o constituie descrierea în sine, afirma Constantin Ciopraga, ci „poezia, fascinația clipei, fiorul existențial cu reverberații unice”. Originalitatea creației sadoveniene se datorează combinației incomparabile de lirism și reflecție, fiecare secundă părând a se înscrie pe o curbă a eternității.
Oamenii care populează acest spațiu mitic (vânători și pescari) par a fi ei-înșiși elemente constitutive ale naturii, părând a proveni dintr-un trecut în care domnea un respect față de natură. Rămânând aproape de natură, ei au ajuns să-i cunoască tainele. Îndeletnicirile lor ancestrale și instinctul vânătoresc îi face să străbată munți, văi și bălți misterioase și îi întoarce către natură. Vânătorii și pescarii leagă între ei camaraderii trainice care nu țin cont de ierarhia socială și sunt unite de aventurile comune transmise prin poveștile narate domol lângă focurile din ceas de seară. „Iar „munteanul”, ca și „omul din baltă”, ca și poporul din Insula Florilor, este dintr-o rasă veche și pură, din rasa care a păstrat în ea realitatea vastă a umanității primitive”, a afirmat Izabela Sadoveanu.
Relația care se stabilește între om și natură este una indestructibilă, neținând cont de bătrânețe sau de boală. Oamenii locului iubesc pădurile și bălțile, transmițând generațiilor următoare tainele acestora. Ei cunosc speciile de plante și de animale, nu după denumirea științifică, ci după proprietăți și folosință în gospodărie. Au învățat să citească semnele cerului pentru a anticipa schimbările vremii, să facă foc cu amnarul și iasca, să prindă raci și scoici cu mâna și să facă mâncare folosindu-se de puținele alimente pe care le oferă natura.
Mihail Sadoveanu intuiește valențele literare ale legendelor și superstițiilor populare, consemnând unele practici magice străvechi și taine uitate ale naturii în povestiri ca „Vrăjitorul de șerpi” și „Toaca”, fără a adânci însă misterul.

## Aprecieri critice
Criticii literari au apreciat că originalitatea acestei scrieri o constituie tocmai lirismul său în evocarea realistă a unei lumi vegetale și animale vii care trăiește după alte reguli diferite de cele ale lumii contemporane. Analizând opera literară sadoveniană, Pompiliu Constantinescu consideră că „acele neuitate meditații poetice, scoase din contemplarea lumii bălților și din viața peștilor, acele dialoguri tainice, adânci, cu natura primordială și eternă (d. Sadoveanu e un peizajist variat, ci un poet care-și înscrie sentimentele în peizaje diverse), ne pun în contact cu un lirism de semnificație cosmică, adevărata esență a geniului sadovenist”. Scriitorul spiritualizează materia, prezentând cu duioșie legătura dintre om și natură și condiționarea lor reciprocă. Natura dobândește astfel dimensiuni eroice și fantastice, fiind locul unde se petrec atâtea întâmplări ireale și misterioase, accesibile doar celor care nu și-au pierdut puritatea sufletească umană.
Țara de dincolo de negură și Împărăția apelor reprezintă, în opinia scriitorului și publicistului Demostene Botez, „ogoarele cele mai dela capăt care nu s'au desțelenit, pe unde piciorul de om a călcat rar și pe unde trec azi aceiași oameni ca și acum câteva mii de ani”. Publicistul sus-menționat a afirmat că, după ce a terminat de citit cartea Împărăția apelor, a simțit „chemări care vin de foarte de departe și de demult” pentru a călători către acel loc minunat care este Nada Florilor.
Criticul George Călinescu constată că în scrierile lui Sadoveanu „căutarea singurătății nu mai e o asceză, ci un rafinament” ce produce o „stare de fericire statornică”, iar vânătoarea și pescuitul devin prilejuri de a te bucura de frumusețea naturii; scriitorul înlocuiește senzația de melancolie de tip eminescian în fața naturii cu o vitalitate de tip flamand, astfel că Moldova lui Sadoveanu poate fi comparată cu „Olanda pictorilor de acum câteva secole, cu oameni în zdrențe, umflându-se cu vin și contemplând cu ochi lacomi mari bucăți de cărnuri fripte”.
Valoarea creației sadoveniene este recunoscută chiar și atunci când autorul repovestește o poveste cunoscută; astfel „Vrăjitorul de șerpi” a lui Sadoveanu este considerată mai frumoasă și de o mai mare profunzime fantastică decât „Minunea” lui Brătescu-Voinești, deși cea de-a doua povestire era narată de un martor direct al acelei întâmplări.

## Traduceri
Volumul Împărăția apelor nu a fost tradus în întregime în nicio limbă străină, dar unele povestiri au fost traduse separat. Povestirea „Toaca” a fost tradusă în limba engleză de S. Alexandridi sub titlul „The Vesper Bell” în revista Plural Magazine, editată de Institutul Cultural Român, nr. 4/1999, pp. 54–59, în ciclul The Gentle Whisper of The Magic.